# Triumph International
Pour les articles homonymes, voir Triumph.
Fondé en 1886 à Heubach (Allemagne), Triumph International est un fabricant de sous-vêtements opérant à l’échelle internationale. Le siège du groupe se situe à Bad Zurzach (Suisse) depuis 1977 et ses succursales sont réparties dans 50 pays. En plus de la marque Triumph, le groupe produit et vend également des articles des marques sloggi et BeeDees. Depuis les années 1960, Triumph International compte parmi les leaders du secteur, en particulier en ce qui concerne la lingerie féminine et les vêtements de nuit.

## Histoire

Le logo Triumph a été utilisé jusqu’en 2013 bien qu’il ait encore été utilisé dans certains pays

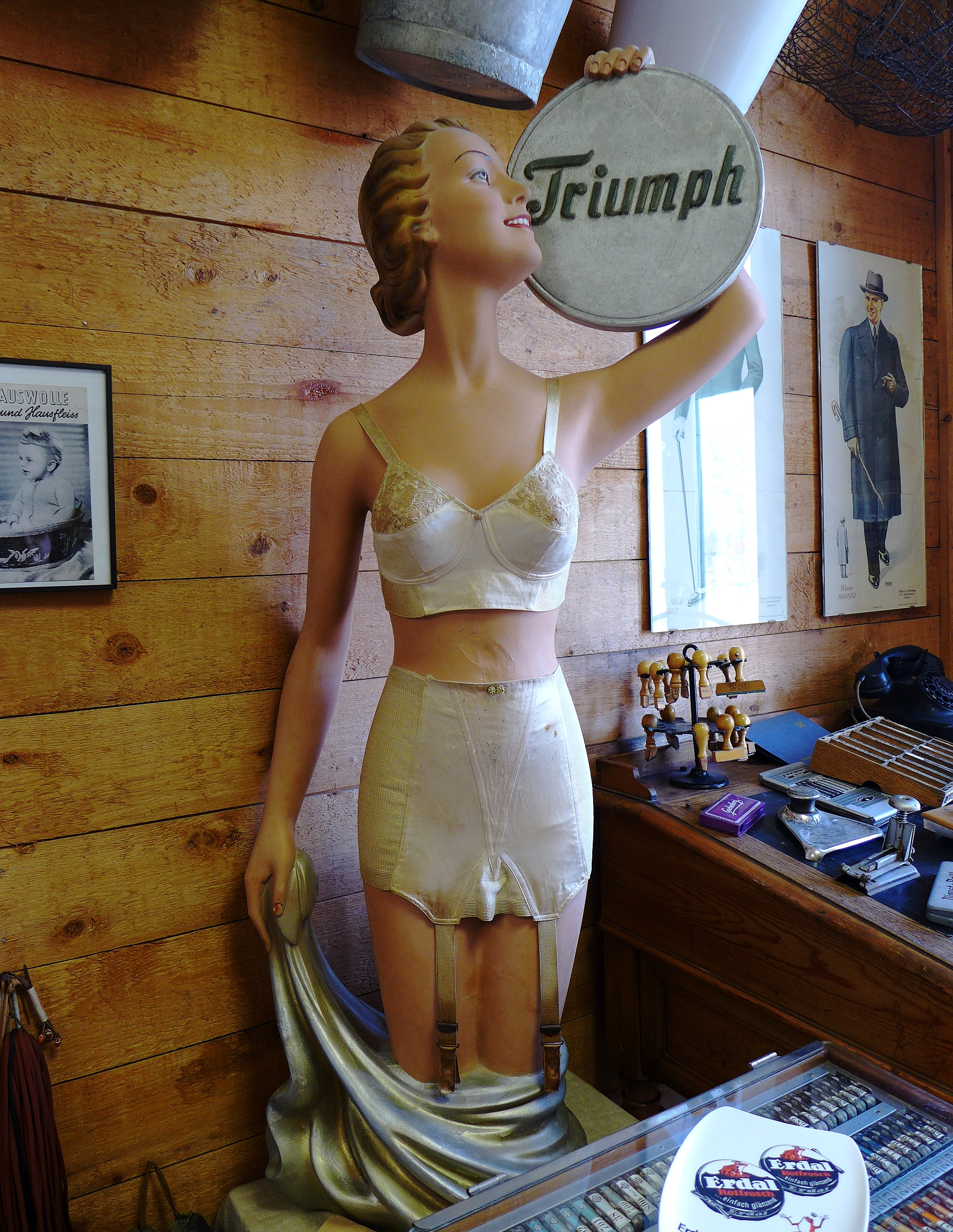
Triumph lingerie des années 1950

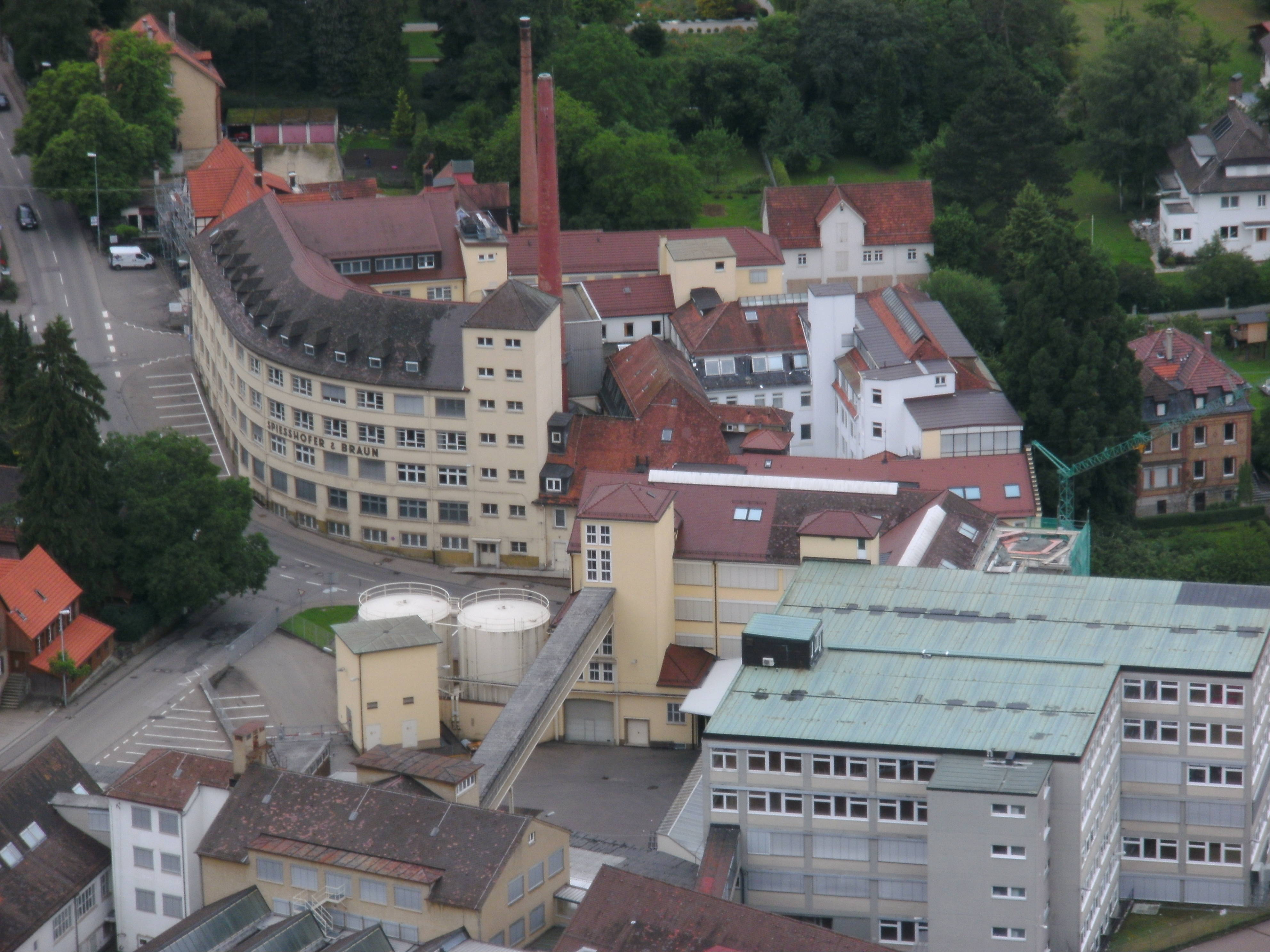
Bâtiments d'entreprise à Heubach

En 1886, Johann Gottfried Spiesshofer et Michael Braun fondèrent une manufacture à Heubach, laquelle était consacrée à la fabrication de corsets et portait le nom de « Wirtschaftlicher Verein Spiesshofer & Braun, Familienverein reg. ». Elle employait tout d’abord six collaborateurs sur autant de machines à coudre. Ce nombre s’élevait à 150 personnes en 1890 et les premiers articles furent exportés à l’étranger dès 1894. Ce n’est qu’en 1902 que Spiesshofer et Braun déposèrent la marque Triumph, dont le nom devait rappeler l’Arc de Triomphe parisien et sera par la suite complété par l’adjectif International. Après un grand essor économique, la demande de corsets classiques diminua dans les années 1920 ce qui conduit l’entreprise à se lancer parallèlement dans la production de soutiens-gorge. Dans les années 1930, Triumph International se mit également à fabriquer des corselets.
1933 marque l’ouverture de la première filiale à l’étranger, à Bad Zurzach (Suisse). Lors de la division de l’Allemagne en 1949, la marque Triumph International continua d’exister en République démocratique allemande mais ses activités commerciales y furent pratiquement entièrement arrêtées. L'internationalisation de l’entreprise se poursuivit toutefois dans les années suivantes ; de nouvelles succursales furent ouvertes à partir des années 1950, par exemple en Belgique, au Royaume-Uni, en Suède, en Norvège et en Autriche. À compter de 1960, Triumph International se développa également dans la région Asie-Pacifique à partir de sa centrale de Hong Kong ce qui conduit par exemple à l’ouverture de la première succursale au Japon en 1963. Déjà à l’époque, des observateurs constatèrent une « imbrication rusée » des sociétés du groupe, dans le cadre de laquelle des sociétés étaient également inscrites dans les paradis fiscaux du Liechtenstein et des Bermudes. À la fin des années 1960, la part de marché de Triumph International pour les corsets et la lingerie fine en Allemagne s'élevait à environ 50 %.
Le groupe réalisait alors un chiffre d’affaires de 620 millions de marks et employait 22 600 personnes. Au milieu des années 1960, Triumph International introduisit l’informatique à grande échelle au sein du groupe. En raison de la crise économique, l’entreprise connut ses premières difficultés notables au début des années 1970 ce qui la força à avoir recours au chômage technique. La crise toucha aussi les activités commerciales liées aux collants qui furent lancées en 1969 et durent être arrêtées seulement trois ans plus tard.
Simultanément, Triumph International produisit pour la première fois des articles en tissus plus légers avec des fibres comme le nylon ou le lycra. La marque sloggi vit le jour à la fin des années 1970, laquelle proposait et propose toujours des sous-vêtements et d’autres articles avec une forte teneur en coton. L’entreprise transféra son siège de l’Allemagne vers la Suisse en 1977. Depuis cette date, la holding du groupe est sise à Bad Zurzach (Suisse). En 1986, le chiffre d’affaires s'élevait à 996 millions de francs suisses tandis que le nombre d’employés avait légèrement diminué pour atteindre 19 000 personnes. Au même moment, le groupe commençait à vendre ses produits en République populaire de Chine. En outre, certains articles Triumph furent également produits sous licence en RDA pour le marché est-allemand à partir de 1988. En plus des sous-vêtements, cela incluait aussi les maillots de bain.
Avec le rachat des deux fabricants français HOM et Valisère, Triumph International pénétra dans le marché des sous-vêtements pour homme et de la lingerie haut de gamme. L’entreprise annonça aussi en 1995 qu’elle se concentrerait plus sur sa marque ombrelle Triumph à l’avenir et que toutes les autres marques devraient y être intégrées. Une campagne publicitaire avec Naomi Campbell et Helena Christensen fut menée dans ce cadre. Dans les années 1990, Triumph International connut de nouveau une phase d’expansion internationale. Le groupe est présent sur le sous-continent indien depuis 1998. La plus jeune usine de production fut inaugurée en 2001 à Dunaújváros (Hongrie). Au tournant du millénaire, l’entreprise Triumph faisait partie des plus grands fabricants de vêtements sur le marché national en ce qui concerne son chiffre d’affaires.
Entre 2008 et 2012, l’entreprise décerna ses Triumph Inspiration Awards pour lesquels des designers pouvaient présenter des modèles de lingerie inspirés d’un thème différent chaque année. Les modèles étaient évalués par un jury ainsi que par les visiteurs qui votaient sur le site web du concours. Le concours attira pour la première fois une grande attention en 2009, notamment grâce à la cérémonie organisée à Londres. Un concours local dans les pays participants précédait l’épreuve éliminatoire internationale. Depuis 2012, toutes les collections de Triumph International portent le label Oeko-Tex qui certifie que les textiles sont exempts de produits toxiques. Dès le lancement de cette initiative en 1993, certains produits avaient été soumis avec succès à ses évaluations.
Durant les dernières années, l’entreprise se développa non seulement en ouvrant de nouvelles filiales mais aussi en rachetant des concurrents. Ainsi, Triumph International reprit Beldona en 2010, la chaîne de magasins leader en Suisse pour les sous-vêtements, tandis que d’autres vendeurs ont ensuite été achetés au Mexique et aux États-Unis. Dans ce dernier pays, Triumph International acquit la majorité du vendeur de lingerie de luxe Journelle et dispose depuis de trois propres magasins à New York. La « Triumph International Aktiengesellschaft » (société par actions) sise à Munich, laquelle concentre les activités commerciales du groupe en Allemagne, a été entièrement reprise par la société du groupe par le biais de l’exclusion des actionnaires minoritaires en 2011. Depuis, les actions de l’entreprise ne sont plus cotées à la bourse des valeurs de Francfort et l’entreprise est entièrement détenue par les familles Spiesshofer et Braun,.

## Marques
La marque Triumph représente le cœur de l’entreprise. Les produits sont divisés en plusieurs catégories pour différents groupes cibles. Ce faisant, Triumph International présente habituellement plusieurs collections respectives pour les saisons printemps-été et automne-hiver. À partir de 2010, la gamme shapewear revêt une importance croissante pour l’entreprise, et une attention particulière a été accordée à la vente de ces produits par Triumph,. En 2013, Triumph fut récompensée comme étant l’une des meilleures marques de produits. En 2015, le Red Dot Design Award fut attribué au soutien-gorge « Magic Wire ».
À la fin des années 1970, Triumph International lança la marque sloggi pour les sous-vêtements en coton, tout d’abord uniquement destinés aux femmes mais par la suite aussi aux hommes (sloggi men) avant d’inclure également des maillots de bain (sloggi swim). Depuis les années 1980, Triumph International s’efforce de séduire les jeunes clientes de moins de 25 ans avec sa marque BeeDees. Ces articles sont caractérisés par des accessoires et des tissus à motifs. En plus de sloggi et de BeeDees, des soutiens-gorge de sport sont commercialisés sous la marque triaction qui vit le jour à la fin des années 1990.
Le fabricant français de sous-vêtements haut de gamme pour hommes HOM fut racheté dans les années 1980 et cette marque continue d’exister au sein de l’entreprise. Son siège était situé à Marseille (France). Début 2015, HOM fut revendu au groupe autrichien Huber car Triumph désirait assainir son portefeuille. Principalement utilisée pour les sous-vêtements, la marque Valisère désignait les produits du segment haut de gamme qui étaient également disponibles en Allemagne depuis 2007. Triumph International n’utilise plus la marque Valisère sur le marché européen depuis 2014. Au lieu de cela, l’entreprise se concentre sur sa gamme premium Triumph Essence.
La vente de produits Triumph s’effectue aussi bien par le biais de partenaires commerciaux et de grands magasins que dans ses propres magasins. À la fin de l’année 2011, l’entreprise avait développé un réseau de 2 000 magasins dans 120 pays dont 800 étaient tenus par elle-même, 450 étaient franchisés et 850 étaient exploités avec divers partenaires. L’entreprise compte parmi les plus grands vendeurs allemands de sous-vêtements en Allemagne par rapport à son nombre de filiales. La plus grande filiale de par sa surface de vente fut inaugurée en 2012 à Dresde (Allemagne) au sein de la Centrum Galerie. Triumph International possède également plusieurs boutiques en ligne. Ces dernières ont été créées avec l’aide d’un prestataire de services clients appartenant à Arvato,.

## Critiques
En 2002, Triumph International dut fermer sa succursale au Myanmar en raison de la pression de l’opinion publique. La Déclaration de Berne et la Campagne Vêtements Propres avaient reproché à l’entreprise d’avoir loué un terrain du régime militaire du pays et donc de l’avoir soutenu de manière indirecte. En janvier 2002, Triumph International annonça que le groupe allait fermer l’usine concerné et proposer un plan social pour les employés restants car aucun acheteur ne s’était présenté. De plus, Triumph International précisa qu’aucun travailleur forcé ne se trouvait parmi les employés.
En octobre 2003, l’Autorité de Régulation Professionnelle de la Publicité réprimanda Triumph International pour une campagne de la marque sloggi. Au centre des critiques : la représentation de femmes de dos en string et talons hauts sur des affiches vantant les produits de la marque avec le slogan « It's string time! ». Les affiches porteraient atteinte à l’honneur des femmes et nuiraient grandement à la perception de la publicité par l’opinion publique, d’autant plus que l’entreprise refusait de mettre fin à sa campagne. Ces affiches furent aussi critiquées par des hommes et des femmes politiques de haut niveau comme Ségolène Royal. Leur affichage à côté d'une mosquée en Grande-Bretagne suscita des plaintes, et l'entreprise y fit retirer les affiches avec des excuses. L'affiche, considérée comme sexiste, fut aussi retirée à Zurich à la demande de la police municipale.
En 2008, l’entreprise Triumph International fut critiquée pour avoir licencié la présidente d’un syndicat local en Thaïlande. Elle était apparue à la télévision thaïlandaise en portant un t-shirt sur lequel on pouvait lire une déclaration politique. La direction de l’entreprise était d’avis que sa prestation avait nui à l’image publique de l’entreprise et avait congédié cette collaboratrice. Le comité d’entreprise international (Triumph International Labour Union) protesta et collecta 2 500 signatures en faveur du réengagement de la présidente du syndicat ; certains syndicats allemands dont ver.di se déclarèrent solidaires de cette dernière. Le tribunal du travail de Bangkok valida le licenciement en novembre 2008.
Fin 2009, Triumph International fit l’objet de critiques importantes à la suite des protestations transnationales de syndicats qui suivirent les licenciements massifs en Thaïlande et aux Philippines. L’entreprise déclara regretter cette mesure mais précisa qu’elle était rendue nécessaire par la crise économique mondiale. L’entreprise récusa les accusations lui reprochant de créer des emplois sur un autre site thaïlandais parallèlement aux licenciements.